# 楊進宗
披耶·披猜·埃沙萬（？—1776年），暹羅（泰國）吞武里王國將領。他是一名華人，中文名楊進宗（หยาง จิ้นจง）。
楊進宗是一名中暹海上貿易的商人。1766年5月，他以阿瑜陀耶王國朝貢使團貢船長的身份抵達清朝的首都北京，這也是他的名字第一次在史料中出現。然而由於阿瑜陀耶遭到緬甸的圍攻，使團無法返回。1767年，阿瑜陀耶遭緬甸軍隊攻陷，楊進宗告訴清廷，稱若想要聯絡暹羅，建議聯絡莊他武里的總督披耶·莊他武里·昭科蘭（เจ้าขรัวหลาน，《清實錄》稱其為普蘭）或河仙鎮統治者鄚天賜（莫士麟），這促使清廷派出特使前往河仙鎮調查有關暹羅的事件。1767年9月，楊進宗跟隨許全的船隊前往河仙鎮，但遭遇風暴，漂往那空是貪瑪叻。許全在當地染病身亡。
自1768年起，楊進宗開始效命於鄭昭。1771年，鄭昭親率大軍數萬進攻河仙鎮，以陳聯為元帥、楊進宗為先鋒。楊進宗擁有擁有一隻人數為1686人的艦隊，這是這次戰爭暹羅艦隊中人數最多的一隻。根據鄭昭的命令，楊進宗寫信說服了鄚天賜進行談判。暹羅軍隊最終佔領了河仙鎮，鄚天賜僅以身免，投奔阮主。此戰之後，鄭昭命令楊進宗建造吞武里的城墻。在任命陳聯為新的河仙鎮統治者之後，陳聯卸任「帕·康」（พระคลัง，財政大臣）的職務，由楊進宗接任代理其職。
在1775年的邦膠戰役中，緬甸軍隊自三塔山口抵達佛統和那空猜西。鄭昭派楊進宗率領1000人在那空猜西迎擊緬甸軍隊。
楊進宗於1776年去世，翌年初其遺體被火化。其職位由昭披耶·帕·康·昭·穆斯林（เจ้าพระยาพระคลังชาวมุสลิม）接任。